# Мечеть Шехабуддин-паши
Мечеть Шехабуддин-паши (болг. Шахбединовата Имарет джамия, тур. Şahabettin İmaret Camii) — действующий мусульманский храм в Пловдиве.

## История
Мечеть была построена в 1444 году (по некоторым данным в 1445) военачальником Шехабеддин-пашой на правом берегу реки Марица, недалеко от моста Лала Шахин (который находился примерно на месте нынешнего Пешеходного моста). По словам болгарского археолога Богдана Филова, она «относится к самым красивым и интересным турецким постройкам в Болгарии». Другой болгарский учёный Любен Каравелов напротив утверждает, что мечеть изначально была христианской церковью.
Здание имеет форму буквы Т, обращенной горизонтальной частью на юг. Всю длину северного фасада занимает открытый вестибюль с пятью стрельчатыми арками. Эвлия Челеби описывал имеющий зигзагообразную кирпичную кладку минарет как «высокий и несравненный».
Внутри стены украшались орнаментальными фресками трижды: в XV, XVIII и XIX веках. Местами на древнейшей штукатурке стен были вырезаны граффити, многие из которых изображали корабли.
Центральный неф квадратный, с широким куполом, поддерживаемым восьмиугольным барабаном. Две меньшие боковые комнаты также квадратные и увенчаны куполом. Первоначально они отапливались (сохранились следы дымоходов) и были отделены от молитвенного зала внутренними стенами (вероятно, снесенными в XVI веке), поскольку служили завией (убежищем для странствующих дервишей).
Во дворе мечети находится гробница, в которой похоронен Шехабеддин-паша. Также были построены имарет (снесен в 1896-1897 годах), хамам (разрушена в 1923 году), мектебе и медресе.
В настоящее время мечеть является памятником культуры национального значения.